# Bruno Castiglioni
Bruno Castiglioni (Milano, 12 maggio 1898 – Pavia, 27 aprile 1945) è stato un geografo italiano.

## Biografia
Con il fratello maggiore Manlio, entrambi pratici d'alpinismo, iniziarono il tredicenne Ettore alle ambite ascensioni alpine, tramite la guida alpina Tita Piaz. Poi il connubio alpinistico dei fratelli durò poco e ne risultano pubblicate solo le prime ascensioni: per la cordata Bruno - Ettore una nel 1923, una nel 1925 e due 1926; per la cordata Bruno, Ettore, Manlio una nel 1925. Quest’ultima, esemplare del rapporto fraterno perché avvenne il 28 agosto 1925 (diciassettesimo compleanno di Ettore) sulla parete NO del Sass da Mur. Ma Ettore in segno di riconoscenza e condivisione, coadiuvò Bruno nelle sue campagne montane di rilevazione e studio:
"Quelle giornate grigie e incerte erano da Bruno dedicate ai rilievi geologici della zona e alle misurazioni sui ghiacciai. Io lo seguivo fedelmente per giornate intere spesso distratto o fantasticando. Di sovente si doveva ritornare a precipizio per un furioso acquazzone o una copiosa nevicata. In settembre invece il tempo si fece assai migliore, e così, quando la misurazione di un ghiacciaio non occupava tutta la giornata, si poteva unirvi qualche bella gita. Una volta Bruno terminò i suoi rilievi alle 6 e mezzo di sera. Avevamo ancora 1 ora di chiaro: proprio sopra di noi la Cima di Valgrande pareva invitarci con una parete breve, ma molto bella. Ci affrettammo; ci cambiammo le scarpe e attaccammo risolutamente la parete, senza neppure cercare sulla guida le indicazioni sulla via da seguire. La nostra decisione improvvisa, quando ormai avevo perso ogni speranza per quel giorno, mi riempì di gioia e mi mise le ali ai piedi. Salimmo quasi di corsa, a caso, senza neppur cercare la via migliore, per la parete, assai articolata: se qualcuno ci avesse visto, avrebbe certo pensato a due forsennati che corrono al suicidio, o ad un pazzesco inseguimento. In mezz'ora fummo in cima, e qui sostammo alquanto inebriati dalla nostra arrampicata e ammaliati dallo spettacolo che ci si offriva". (dal diario di Ettore,1924).
Bruno Castiglioni è noto per i suoi studi di glaciologia sulle Alpi, incentrati sulle Pale di San Martino. Dal 1936 è stato docente all'università di Messina e dal 1938 all'università di Pavia.
Quarantasette (dal 1922 e due postume) sono state le sue pubblicazioni di variegate tematiche di cui due su l'Albania.
Ha partecipato alla prima guerra mondiale nel corpo degli alpini e alla seconda in Albania, col grado di capitano e senza conseguenze. Ma in abiti civili fu vilmente e gravemente ferito il 26 aprile del 1945, mentre cercava di trattare la cessazione dei combattimenti di una residua ed irriducibile postazione tedesca; morì il giorno successivo all'ospedale di Pavia.
Della disgrazia il figlio Giovanni Battista, anch'egli un geografo, rielaborando i ricordi dell'inizio adolescenza ne scrisse sul libro dedicato a Bruno ed Ettore:
"Il Papà si era recato al comando italiano in Prefettura, convinto di poter collaborare conoscendo la lingua tedesca, l'assetto topografico dei dintorni della città e forse di poter presentarsi come capitano. L'incarico che gli fu affidato riguardava l'avvio di una trattativa con il gruppo armato di tedeschi che occupava la Cascina Cravino. Partì su una camionetta con bandiera bianca accompagnato da ufficiali tedeschi appartenenti a gruppi già arresi, e da partigiani. Ma là si sparava. In un modo o nell'altro i suoi compagni lo lasciarono, ed egli avanzò da solo a piedi con in mano un fazzoletto bianco. Fu ferito accanto al muro della cascina, lasciato sanguinante con una gamba sfracellata".
L'università di Pavia pose in Sua memoria una lapide in marmo rosa, evocativa del "Suggello con purissimo olocausto"  delle "tradizioni garibaldine della Famiglia" tra le quali il "culto dell'Umanità", valore dimostrato dal coraggio dell'involontario sacrificio, che dal 20 dicembre 2017 la legge n. 212 ne riconosce di fatto il titolo di Giusto dell'Umanità, riconoscimento conferito anche al fratello Ettore Castiglioni il 6 marzo 2017 dal Comune di Milano.